# 크리스 마즈든
크리스 마즈든(Chris Marsden, 1969년 1월 3일 ~ )은 잉글랜드의 전 축구 선수이다.